# Randia longiloba
Randia longiloba är en måreväxtart som beskrevs av William Botting Hemsley. Randia longiloba ingår i släktet Randia och familjen måreväxter. Inga underarter finns listade i Catalogue of Life.